# Vostočnaja Lica
La Vostočnaja Lica (in russo Восточная Лица?) è un fiume situato nel nord della penisola di Kola, nell'oblast' di Murmansk, in Russia.

## Descrizione
Il fiume ha origine 50 km a est del Lovozero e sfocia nel Mare di Barents 200 km a est di Murmansk, poco a sud dell'isola Bol'šoj Lickij che fa parte delle Sette isole. Il fiume ha una lunghezza di 118 km, l'area del bacino è di 18790 km². Ha una portata di 30,15 m³/s a 3 km dalla foce.
Sul fiume c'è una cascata. Fino a quel punto risalgono la corrente i salmoni. Ci sono in zona minime infrastrutture per i pescatori.